# 因帕尔和平博物馆
因帕尔和平博物馆（英語：Imphal Peace Museum）是位于印度曼尼普尔邦因帕尔Maibam Lokpa Ching山脚下的第二次世界大战博物馆。它是因帕尔战役（英日战争的一部分）和其他在因帕尔进行的二战战役（1944年3月至7月）鲜活的记忆。它由非营利拨款组织日本财团支持，与因帕尔旅游论坛和因帕尔政府合作。
因帕尔和平博物馆是2019年印度最佳设计奖的得主。博物馆的知名展品日本首相安倍晋三的“平和”（中文意为“和平”）书法。

## 历史
因帕尔和平博物馆成立于2019年，于因帕尔战役75周年之际开放。英国驻印度高级专员多明尼克·阿斯奎斯和日本驻印度大使平松賢司出席了博物馆的开幕仪式。

### 获奖
因帕尔和平博物馆的内部和展览设计是曾获国际奖项的设计师苏雷什·惠德隆（Suresh Huidrom）的最佳作品之一，曾获得多项奖项：
| 奖项                                                                                            | 分类                    | 结果   |
| ----------------------------------------------------------------------------------------------- | ----------------------- | ------ |
| 2019年印度最佳设计奖 （India's Best Design Award 2019）                                         | 创意和创新的室内设计    | 獲獎   |
| 2021年缪斯设计奖，纽约 （Muse Design Awards 2021, New York）                                    | 室内设计、展馆和展览    | 獲獎   |
| 英国室内设计协会&2021年国际奖 （Society of British Interior Design & International Award 2021） | 最佳公共空间室内设计    | 提名   |
| 2021年新加坡室内设计奖 （Singapore Interior Design Award 2021）                                 | 最佳展览设计 - 常设展览 | 荣誉奖 |
| 2021年全球建筑师和建筑商奖 （Global Architect and Builders Award 2021）                         | 年度最具创意的室内设计  | 獲獎   |

## 展品
因帕尔和平博物馆有三个展区。

### 第一展区
第一展区展示了因帕尔战役的时间线，战争中伤亡人员的姓名，以及加入印度国民军的曼尼普尔人民的名字。展示的战争文物包括当地人收集的炮弹、个人笔记的照片，和一套日本士兵的制服的照片。

### 第二展区
第二展区展示了二战后曼尼普尔的情况，主要聚焦于战争的影响和恢复的过程。其中展示了早期的电视机、照片和相机。

### 第三展区
第三展区展示了曼尼普尔的艺术和文化，均以照片、视听材料和静态模型展示。